# Padala II de Kakhètia
Padala II de Kakhètia (en georgià: ფადლა II ; mort l'any 929) fou un príncep de Kakhètia de la dinastia dita dels Ciriàquides o Kyriàcides. Va regnar del 918 a 929. El nom apareix com Padala, Padla, Phadla, Fadla, Fadala i Phadala.
Padala II era el fill i successor de Ciríac I de Kakhètia. Durant el seu regnat d'onze anys, els àrabs, conduïts per Abu Sadj, van destrossar el país. El príncep d'Herècia Adarnases II Patrikios (913-943), que havia estat desposseït pel pare de Padala, va aprofitar la situació de la Kakhètia per recobrar els territoris perduts.
Padala II va romandre l'aliat del rei Jordi II d'Abkhàzia que dominava a aquesta època la Geòrgia central i occidental i el va ajudar en el conflicte que l'oposava al seu fill rebel, Constantí, virrei d'Ibèria.

## Posteritat
D'una esposa desconeguda va deixar dos fills:
- Ciríac II de Kakhètia
- Xurta, gendre de Jordi II d'Abkhàzia, al que va sostenir contra el seu cunyat.